# Johann Nepomuk Peyerl
Johann Nepomuk Peyerl (Altdorf, 1761 - Múnic, 1800) fou un cantant alemany.
Fill de l'intendent del comte de Tattenbach, feu els estudis de filosofia en el Seminari de Múnic, on també aprengué el violí i el cant. La seva família pensava dedicar-lo a la carrera eclesiàstica, però portat per la seva afició al teatre, abandonà els estudis teològics i es dedicà per sencer al cant.
La seva bella veu i la seva intel·ligència el feren assolir grans triomfs en les principals ciutats alemanyes, morí a conseqüència del tifus quan estava en plenitud del seu talent.
Se'l considerava com un dels millors intèrprets de Mozart.
La seva filla Antonia Peyerl (1789-..?) també fou una soprano famosa.